# ديان رادونجيتش (لاعب كرة قدم)
ديان رادونجيتش (بالكرواتية: Dejan Radonjić) هو لاعب كرة قدم كرواتي في مركز الهجوم، ولد في 23 يوليو 1990 في تيتنانغ في ألمانيا. لعب مع دينامو زغرب وكريليا سوفيتوف سامارا ونادي إسترا 1961 ونادي مكابي تل أبيب.

## وصلات خارجية
- ديان رادونجيتش على موقع الاتحاد الأوربي (الإنجليزية)
- ديان رادونجيتش على موقع قاعدة بيانات كرة القدم.إي يو (الإنجليزية)
- ديان رادونجيتش على موقع Soccerway.com (الإنجليزية)
- ديان رادونجيتش على موقع عالم كرة القدم.نت (الإنجليزية)
- ديان رادونجيتش على موقع AS.com (الإسبانية)